# Nicolás Machado
Nicolás Teodoro Machado Mira (Paysandú, 3 gennaio 1997) è un calciatore uruguaiano, attaccante svincolato.

## Carriera
Ha esordito nella massima serie del campionato uruguaiano con il River Plate (M), nella stagione 2015-2016.